# Wojna stuletnia
Wojna stuletnia – nazwa nadana przez XIX-wiecznych historyków serii konfliktów zbrojnych, które toczyły się przez 116 lat (z przerwami) w XIV i XV wieku między Anglią a Francją.
Podstawową przyczyną konfliktu był spór feudalny wokół statusu króla angielskiego wobec francuskiego w kontekście posiadania przez tego pierwszego lenn w Gujennie, narastający od traktatu paryskiego z 1259, który na pewien czas uregulował owe stosunki. Drugą przyczyną, która nabrała znaczenia jednak dopiero w późniejszej fazie wojny, był konflikt sukcesyjny, powstały po śmierci w 1328 ostatniego z najstarszej linii Kapetyngów Karola IV. Do tronu po zmarłym władcy zgłosiło roszczenia trzech pretendentów: dwaj bratankowie Filipa Pięknego i jego wnuk ze strony córki Izabeli, król Anglii Edward III.
Choć w walkach brały udział głównie oddziały francuskie i angielskie, to każda ze stron szukała sojuszników i konflikt miał konsekwencje dla całej Europy. Walki toczyły się na licznych frontach, nie tylko we Francji i Anglii, ale również w Hiszpanii, Niderlandach i Szkocji.

## Tło konfliktu

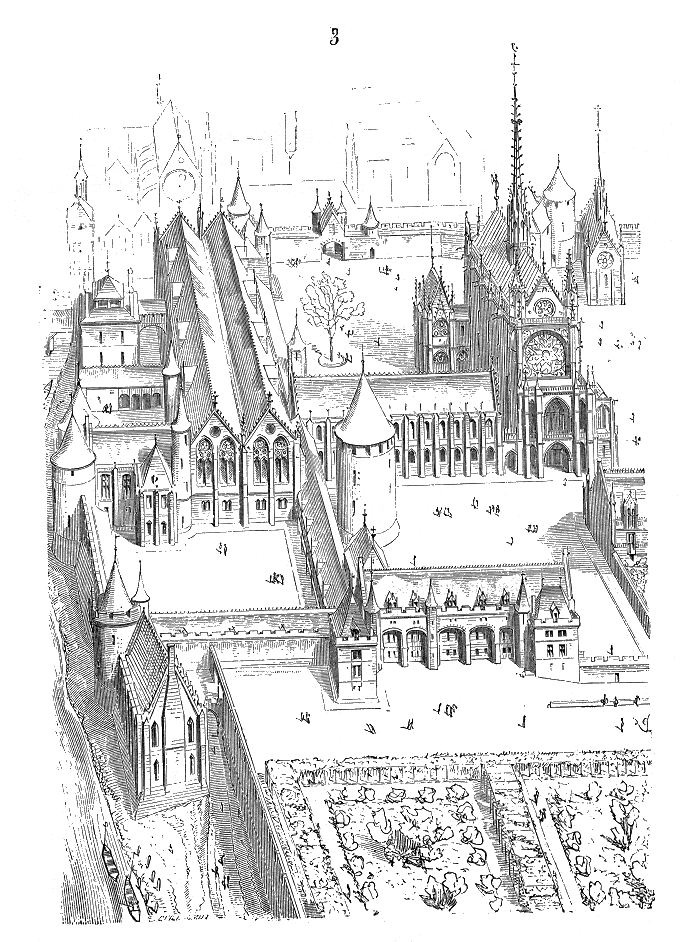
Pałac królewski w Paryżu na Île de la Cité

Narastająca w XIII wieku wzajemna wrogość królów Anglii i Francji związana była z posiadłościami Anglii na kontynencie europejskim. Osiągnęła ona największe rozmiary w latach 1154–1204, gdy Plantageneci kontrolowali Normandię, Maine, Andegawenię, Turenię, Poitou i Akwitanię. Do 1224 wszystkie te ziemie poza Akwitanią zostały utracone na rzecz Francuzów.
Królowie z dynastii Plantagenetów nie byli suzerenami na swoich francuskich posiadłościach, lecz władali nimi jako wasale królów francuskich. Układ ten został potwierdzony w 1259, gdy Henryk III i Ludwik IX podpisali traktat paryski, którego najważniejszym aspektem było potwierdzenie statusu królów angielskich jako wasali, zmuszające ich do składania hołdu lennego królom francuskim. Precedens został ustanowiony, gdy Henryk III uklęknął przed Ludwikiem IX w ogrodzie pałacu na Île de la Cité w pobliżu nowo wybudowanej Sainte-Chapelle. Hołd lenny był należny przy każdej zmianie monarchy po którejkolwiek ze stron i kolejne hołdy oddawano w latach 1273, 1285, 1303, 1308, 1320 i 1325. Królowie angielscy, którzy byli suwerenami na wyspach brytyjskich, ale wasalami na swoich posiadłościach na kontynencie europejskim, czynili to bardzo niechętnie. Władcy francuscy mieli prawo wzywać ich na swój dwór do Paryża, a inni wasale francuscy mogli wnosić przeciw nim skargi.
Wojna w 1202 wybuchła, gdy Filip II skonfiskował ziemie lenne Jana I; wojny w 1294 między Filipem IV a Edwardem I i w 1324 między Karolem IV a Edwardem II wybuchały z tej samej przyczyny.
Na początku XIV wieku zaognił się spór angielsko-francuski na tle lennych ziem angielskich – Gujenny (części Akwitanii) oraz Flandrii. Dodatkowo spór ten nałożył się na rywalizację dwóch stronnictw arystokratycznych o władzę w samej Anglii. Podzieliła ona także rodzinę królewską: króla Edwarda II i jego żonę Izabelę, którzy stanęli po przeciwnych stronach konfliktu. Izabela schroniła się wówczas we Francji, gdzie uzyskała wojskowe i pieniężne wsparcie, ponieważ była córką króla francuskiego Filipa IV.
Po zbrojnym powrocie królowej do Anglii Edward II został aresztowany i podstępnie zamordowany. Tron przypadł w 1327 jego synowi, niepełnoletniemu jeszcze Edwardowi III. Opiekę nad Edwardem, do czasu jego pełnoletniości, sprawował Mortimer – kochanek matki Edwarda III. Gdy młody ambitny król przejął w 1330 rządy w Anglii, zaczął domagać się od Francji nie tylko swych praw do byłych angielskich ziem lennych na terenie Francji, lecz także uznania go za sukcesora korony francuskiej, gdyż był po matce księciem francuskiej dynastii Kapetyngów, której panowanie we Francji wygasło wobec braku bezpośrednich męskich następców tronu.

## Pierwsza faza wojny (1337–1360)
W 1328, po śmierci Karola IV, szlachta francuska obrała królem Filipa VI Walezjusza. Edward III postanowił więc wyegzekwować swe prawa dynastyczne w drodze wojny, którą rozpoczął w 1337.

### Wojna w Akwitanii (1337–1339)
Podobnie jak wojny w 1294 i w 1324 wojna stuletnia rozpoczęła się w Akwitanii. W lipcu 1337 armia francuska i oddziały hrabiego Foix przeprowadziły tam kampanię typu chevauchée. W 1338 Francja ponowiła ataki. Mimo że zostały one odparte, brak posiłków z Anglii oznaczał, że wiosną 1339 Francuzi gotowi byli dokonać inwazji i założyli garnizony wzdłuż rzek Garonna i Dordogne. Kiedy w kwietniu 1339 padły, z pomocą francuskiej floty, kluczowe placówki w Bourg i Blaye, Francuzi zagrozili oblężeniem Bordeaux.
Latem 1337 Edward III doszedł do porozumienia z władcami Niderlandów w sprawie pomocy wojskowej, uzyskując od nich obietnicę wsparcia w sile prawie 7 tysięcy żołnierzy na dwa miesiące, w tym 2 tysiące żołnierzy cesarza Ludwika IV Bawarskiego. Te ustalenia ograniczyły swobodę działania Edwarda, który pierwotnie planował przeprowadzić inwazję na Normandię, podczas gdy jego sojusznicy mieli zaatakować Francję z północnego wschodu. Jednak po negocjacjach zgodził się na wspólną akcję w kierunku Cambrai. Ze względu na problemy Edwarda w Szkocji planowany na wrzesień 1337 atak został najpierw przełożony, a pod koniec listopada w ogóle odwołany. Jedynie nieliczne angielskie oddziały przeprawiły się przez kanał i przeprowadziły niewielkie rajdy na wybrzeżu Flandrii.
Próba mediacji, jakiej dokonano w miesiącach zimowych, przyczyniła się do tymczasowego uspokojenia sytuacji, a Edward zobowiązał się odłożyć atak na Francję do marca 1338. Jednak podstawowa strategia koalicji pozostała niezmieniona. Pod koniec lutego Edward zmobilizował około 4500 żołnierzy i 16 lipca 1338 wkroczył do Antwerpii. W odpowiedzi Filip rozkazał zmobilizować się swojej armii na północnej granicy i sam przybył do Amiens 24 sierpnia. Ostatecznie w 1338 nie doszło jednak do żadnych działań militarnych, ponieważ sojusznicy Edwarda nie otrzymali uzgodnionej zapłaty i byli niechętni do walki bez obecności cesarza.
W zaistniałej sytuacji Edward udał się do Koblencji, gdzie 5 września spotkał się z cesarzem Ludwikiem IV Bawarskim i otrzymał od niego tytuł wikariusza Cesarstwa. To pozwoliło Edwardowi kontynuować kampanię w kierunku Cambrai, jednak ponownie jej początek przełożono, tym razem na lipiec 1339, aby pozwolić Edwardowi zorganizować niezbędne środki finansowe.
Filip VI planował pozostawienie swojej dwunastotysięcznej armii nad Garonną tylko do czerwca 1339, kiedy to zamierzał skoncentrować wszystkie swoje siły wzdłuż Sommy, spodziewając się inwazji Edwarda III i jego sojuszników. Kiedy jednak oczekiwana inwazja opóźniała się, Francuzi postanowili kontynuować najazd na Gaskonię. Rozpoczęli oblężenie Bordeaux, jednak już po tygodniu zabrakło im zapasów i musieli odstąpić od miasta.
Opóźniająca się inwazja Edwarda umożliwiła również Francuzom przeprowadzenie kilku podjazdowych rajdów na porty na południowym wybrzeżu Anglii. Po ataku na Portsmouth, który przeprowadzono 24 marca 1338, Francuzi natychmiast zaatakowali Jersey. We wrześniu Francuzom udało się zdobyć Guernsey, nad którym kontrolę utrzymali przez kilka lat. Mimo że Anglicy próbowali zmobilizować flotę, aby zapobiec takim atakom, 5 października 1338 Francuzom udało się przypuścić poważny atak na Southampton.
W 1339 istniały uzasadnione obawy, że Filip może planować poważny atak na Anglię z Normandii. Atak, który nastąpił w maju, był mniejszy niż oczekiwano, jednak spowodował istotne spustoszenie wybrzeży hrabstw Devon, Sussex i Kent. Dopiero w lipcu Anglicy zmobilizowali wystarczającą flotę, aby zapobiec atakowi na Cinque Ports. Gdyby nie bunt genueńskich marynarzy Filipa, sytuacja Anglików mogła być dużo trudniejsza. W sierpniu Anglicy odpowiedzieli atakiem na Le Tréport, jednak nie miał on większego znaczenia. Pierwsze lata wojny uświadomiły Francuzom znaczenie przeniesienia wojny na terytorium Anglii, stworzenia chaosu na jej wybrzeżach i opanowania szlaków żeglugowych. Zarówno w Gaskonii, jak i w regionie kanału La Manche Anglicy przegrywali w początkowej fazie wojny.

### Wojna w północnej Francji (1339)
Prawdziwe otwarcie wojny między Filipem VI a Edwardem III nastąpiło w północnej Francji w 1339. Edward i jego sojusznicy zaczęli mobilizować się w Vilvoorde i 18 września 1339 rozpoczęli marsz w kierunku Valenciennes. Dokładnie tydzień wcześniej Edward symbolicznie przyjął proporzec bojowy królów francuskich znany jako Oriflamme z opactwa świętego Dionizego, patrona Francji.
Filip także przygotowywał się do inwazji. Na przełomie lat 1338 i 1339 umieścił 6 tysięcy swoich żołnierzy w garnizonach na granicy z Hainaut i planował połączyć całą swoją armię mogącą liczyć nawet 50 tysięcy żołnierzy, przerzucając latem 1339 swoje oddziały z Gaskonii nad Sommę. Francuska szlachta została wezwana do Compiègne na 22 lipca, jednak ponieważ inwazja Edwarda opóźniała się, zgromadzenie przesunięto na 6 września.
Edward i jego sojusznicy na czele armii liczącej od 10 do 15 tysięcy żołnierzy wkroczyli do Cambrai, gdzie Edward jako namiestnik cesarza sprawował władzę. Bez wątpienia celowo wkroczył do Francji 9 października, w święto świętego Dionizego, patrona Francji. Armia Edwarda miała ze sobą niewiele zapasów, co każe przypuszczać, iż spodziewał się szybkiej konfrontacji z Filipem. Nie mając dostatecznego zaopatrzenia, korzystał z lokalnych zasobów, plądrując co najmniej 45 wsi; podkopał w ten sposób reputację Filipa jako obrońcy swojego ludu.
Francuzi zapewne chcieli stanąć do bitwy 14 października, jednak Edward nie był gotowy i wycofał się na wschód na drugi brzeg rzeki Oise. Francuzi wysłali formalne wezwanie, aby bitwa odbyła się 21 lub 22 października, które Edward zaakceptował i rozmieścił swoją armię w okolicy Buironfosse w formacji podobnej do tej, jakiej użył w bitwie pod Halidon Hill, z łucznikami na flankach. Wielu zostało pasowanych na rycerzy, co oznaczałoby, że Edward wierzył w starcie zbrojne.
Dlaczego nie doszło do bitwy, jest przedmiotem kontrowersji. Niektórzy historycy sugerują, że Filip dysponujący dwukrotną przewagą liczebną okopał się, aby zmusić Edwarda do ataku, jednak ten w takich niesprzyjających warunkach na atak się nie zdecydował. Z kolei według innych, to Filip zdecydował się wycofać, słuchając swoich doradców, według których na przegranej mógł wiele stracić, a na wygranej niewiele zyskać.
Kampania w 1339 zakończyła się bez wyraźnego rozstrzygnięcia, chociaż Anglicy dokonując poważnych zniszczeń pokazali swoją siłę. 

### Kampania w 1340
Kampania w 1340 miała bardziej bezpośredni związek z roszczeniami do francuskiego tronu króla Edwarda III. Z przyczyn ekonomicznych oraz z chęci rebelii przeciwko swojemu władcy Flamandowie przyłączyli się do sojuszu Edwarda, który 26 stycznia 1340 w Gandawie ogłosił się królem Francji, i który od tego czasu toczył wojnę jako domniemany król tego kraju. Nie jest do końca pewne, czy Edward prawdziwie wierzył, że ma realną szansę zostać królem, jednak przez tę koronację stosunki między Anglią a Francją zdecydowanie się pogorszyły i konflikt stał się niemożliwy do zażegnania bez zdecydowanego rozstrzygnięcia militarnego.
Podczas gdy Filip planował wyruszyć na Cambrai, Edward, korzystając z pomocy sojuszników, zdecydował się stawić opór Francuzom w pobliżu leżącego nieco bardziej na północ Tournai w prowincji Hainaut, które kiedyś było w rękach sprzymierzonych z nim Flamandów. W marcu Edward powrócił jednak do Anglii, a Anglikom nie udało się powstrzymać nacierających Francuzów, którzy dokonali znaczących zniszczeń w okolicach Cambrai.
Mimo że sytuacja Anglików nie wyglądała obiecująco, udało im się odnieść dwa znaczące sukcesy. Po pierwsze, dzięki lokalnemu sojuszowi udało im się przejść do kontrofensywy w Gaskonii. Ważniejszy sukces Anglicy odnieśli jednak na morzu. Flota Filipa składająca się z ponad 200 jednostek zamierzała zaatakować Edwarda w czerwcu 1340. Jednak to Anglicy zaskoczyli Francuzów i 24 czerwca 1340 odbyli bitwę pod Sluys, która zakończyła się klęską Francuzów. Stracili oni w niej 90% swojej floty oraz znaczną liczbę żołnierzy, według niektórych źródeł mogło to być nawet 18 tysięcy.
Te sukcesy pozwoliły Edwardowi powrócić do planów oblężenia Tournai i jednocześnie wysyłać część swojej armii do Artois pod dowództwem Roberta III d’Artois. Ta wyprawa zakończyła się jednak klęską Anglików pod Saint-Omer, osłabiając szanse Edwarda na zdobycie Tournai, które obległ 1 sierpnia 1340, gdyż odsłoniła go na atak Filipa. Ostatecznie po mediacji Joanny de Valois, siostry Filipa VI Walezjusza i teściowej Edwarda III, obie strony 24 września zgodziły się zawrzeć rozejm, który trwał 9 miesięcy.

### Wybuch wojny domowej w Bretanii

Francja za rządów Jana II Dobrego (1350-1364)

Edward planował kolejną inwazję na północy po wygaśnięciu zawieszenia broni w 1341. Zgromadzona przez niego armia liczyła około 13 500 żołnierzy, z czego około dwie trzecie stanowili łucznicy. Planowana na 1341 kampania nie doszła jednak do skutku, gdyż sojusznicy Edwarda byli jej niechętni i woleli przedłużyć rozejm do czerwca 1342. W tej sytuacji, Edward skupił swoją uwagę na Szkocji, również dlatego, że w czerwcu 1341 powrócił tam wspomagany przez Francuzów Dawid II Bruce.
Tymczasem po wygaśnięciu zawieszenia broni w 1341 układ sił w Akwitanii przechylił się na stronę Francuzów, którzy umieścili tam w garnizonach 12 500 żołnierzy. Jesienią 1342 Anglicy odpowiedzieli kontrofensywą i sytuacja w tym regionie pozostała niestabilna z dużą ilością działań militarnych.
W tych okolicznościach pojawił się kolejny istotny element, spór o sukcesję w Bretanii. Książę Bretanii Jan III Dobry, który służył w armii Filipa pod Tournai, zmarł 30 kwietnia 1341. Jego brat przyrodni Jan IV Bretoński zaczął zdecydowane działania w celu objęcia sukcesji i zajął główne miasta w regionie. Nie było to po myśli Filipa – słusznie podejrzewając Jana IV o tajny sojusz z Edwardem, nie chciał przekazać mu księstwa i popierał w dążeniach o sukcesję innego pretendenta, Karola de Blois. Działając z pośpiechem, Filip odbił Nantes i większość wschodniej Bretanii i uwięził Jana IV w Paryżu. W zaistniałej sytuacji, w lutym 1342 Edward porzucił działania militarne w Szkocji i rozpoczął inwazję w Bretanii, która stała się na jakiś czas głównym rejonem działań Anglików.
Armia Edwarda wypłynęła z Plymouth 11 lipca 1346 roku na ponad 600 statkach. Składało się na nią około 15 000 żołnierzy w tym 10 000 łuczników. Po wylądowaniu w okolicy Cherbourga i pokonaniu nieznacznego oporu ze strony Francuzów ruszyła przez żyzne ziemie Normandii, plądrując je i rabując. Filip IV początkowo chciał uniknąć walnej bitwy, ale działania Anglików powodowały utratę reputacji i konieczność działania. Armia Edwarda przekroczyła Sekwanę pod Poissy, zagrażając Paryżowi. Następnie zawróciła na północ, próbując przekroczyć Sommę, na której przeprawy były jednak silnie strzeżone.
Był to sygnał do działania dla Francuzów. Armia Filipa IV ruszyła w kierunku armii Edwarda, licząc na bitwę w niesprzyjających dla niego warunkach, przypartego do rzeki. 24 sierpnia Anglicy jednak przeprawili się przez Sommę brodem i zajęli korzystną dla siebie pozycję, czekając na wroga. W rezultacie 26 sierpnia w bitwie pod Crécy znacznie liczniejsza armia francuska została zupełnie rozbita.
Po zwycięstwie, Edward ruszył na Calais, które zdobył po 11-miesięcznym oblężeniu. Wygnał z miasta francuskich mieszkańców i osadził angielskich, czyniąc z miasta stałą bazę wojskową na kontynencie, pozwalającą na kontrolę kanału La Manche.
Potem z powodu epidemii dżumy nastąpił wieloletni rozejm. Kolejne zwycięstwo Anglicy osiągnęli w 1356 w bitwie pod Poitiers. Zakończyła się ona wielką klęską rycerstwa francuskiego, zdziesiątkowanego przez łuczników walijskich. Ponadto dostał się do niewoli król francuski Jan II Dobry (1350–1364).
Na mocy zawartego w 1360 w Bretigny układu pokojowego Francja miała zapłacić Anglii wielki okup za króla Jana i przestać uważać królów Anglii za swoich wasali; w zamian Edward III rezygnował z tronu francuskiego.
Wojna stuletnia, wbrew obiegowym opiniom, nie była pierwszą w Europie, w której zastosowano artylerię (używano jej już wcześniej we Francji i Włoszech), była jednak pierwszą wojną, w której zastosowano tę broń na większą skalę. Koszty z tym związane spowodowały konieczność wprowadzenia nowych podatków – pogłównego w obu krajach, a we Francji dodatkowo podatku od soli. Były one przyczyną szeregu buntów oraz powstań miejskich i chłopskich, głównie we Francji, jak powstanie w Paryżu w latach 1357–1358 oraz żakeria. Ponadto przewlekła wojna miała swój wpływ na ukształtowanie się nowych form sprawowania władzy. W Anglii narodził się dwuizbowy parlament, a we Francji rozwinęła (istniejąca od początku XIV wieku) instytucja Stanów Generalnych, jako przedstawicielstwa stanowego ludności kraju.

## Druga faza wojny (1369–1389)
Królowie obu państw nie dotrzymali podjętych w Bretigny zobowiązań i w 1369, gdy we Francji panował Karol V Mądry (1364–1380), działania wojenne zostały wznowione. Tym razem Francuzi byli lepiej przygotowani i – mimo że nie dochodziło do większych starć – powoli odzyskiwali terytorium wcześniej zajęte przez wojska angielskie. W 1389 zawarty został rozejm przez nowych władców: króla francuskiego Karola VI Szalonego (1380–1422) i angielskiego Ryszarda II (1377–1399). Nie przynosił on decydujących rozstrzygnięć i pozostawiał otwartymi sporne kwestie przynależności Akwitanii oraz praw króla angielskiego do korony Francji.

## Trzecia faza wojny (1412–1453)
W 1415 Anglicy, wykorzystując wewnętrzne zatargi książąt francuskich, wylądowali ponownie w Normandii, po czym w bitwie pod Azincourt król angielski Henryk V dokonał pogromu: Francuzi stracili 10 tysięcy rycerskiej szlachty. W zawartym w następstwie tej klęski układzie pokojowym w Troyes Francja została rozczłonkowana na księstwa i podporządkowana Anglii, a po śmierci króla francuskiego Karola VI Szalonego francuski tron miał przypaść ostatecznie Henrykowi V – pomijając młodego delfina, syna Karola VI. Jedynie na niewielkim terytorium na południe od Loary i wokół Orleanu tlił się francuski opór.
Henryk V zmarł jednak młodo, 31 sierpnia 1422, na dwa miesiące przed Karolem. Po śmierci tego drugiego na króla Francji koronowano niemowlę – Henryka VI – syna Henryka V. Spowodowało to we Francji rosnące niezadowolenie.

### Dziewica Orleańska – Joanna d’Arc

Francja na początku działalności Joanny d’Arc.

W 1429 na zamku następcy tronu – delfina Karola – zjawiła się 16-letnia wiejska dziewczyna, Joanna d’Arc, oświadczając, że miała widzenie archanioła Michała i świętych, którzy nakazali jej przepędzić Anglików z Francji i doprowadzić do koronacji Karola VII na króla Francji. Delfin przydzielił jej wielotysięczną armię, którą poprowadziła do walki z Anglikami, przebrana w zbroję rycerską i z własnym białym sztandarem z wizerunkiem Boga i lilią. Entuzjazm Joanny udzielił się wojskom francuskim i oswobodziły one oblężony przez Anglików Orlean oraz zajęły Reims, kontrolowane przez sprzymierzonych z nimi Burgundczyków. W katedrze w Reims Karol VII koronował się na króla Francji. Od tego czasu kolejne miasta i enklawy Francji zaczęły wyzwalać się spod okupacji angielskiej. Joanna d’Arc, pojmana przez Burgundczyków, dostała się do angielskiej niewoli i wyrokiem sądu biskupiego została, jako heretyczka i czarownica, 30 maja 1431 spalona na stosie, na Starym Rynku w Rouen, na oczach gawiedzi. Karol VII nie poczynił żadnych starań, aby ją uwolnić.

### Karol VII (1429–1461)
W trakcie kilkuletniego rozejmu zawartego w 1444 Francja dźwignęła się z ruin wojennych, zreformowana została jej armia, zmniejszone obciążenia podatkowe, zlikwidowano zbrojne bandy rabusiów, a król Karol VII Walezy podporządkował sobie zbuntowane księstwa. Wreszcie w 1451 Anglicy wyparci zostali z ostatnich terenów zajmowanych we Francji (z wyjątkiem miasta Calais, które utrzymali do 1558). W 1453 niezwykle długa wojna Anglii z Francją została zakończona, choć nie zawarto traktatu pokojowego, a królowie angielscy długo jeszcze nosili tytuł królów francuskich.
Karol VII ostatnie lata swych długich rządów poświęcił na odbudowę kraju, zrujnowanego przez wojnę. W tymże czasie jego syn Ludwik prawie 20 lat rządził samodzielnie w prowincji Delfinat w południowej Francji. Odsunął on tam od władzy urzędników królewskich i powołał niezależny parlament, poprzez który sprawował władzę. Karol VII nie mógł tolerować zaistniałej secesji dużej prowincji i wysłał do niej królewskie wojska dla przywrócenia swej władzy. Syn uciekł wtedy do Burgundii, uzyskując tam azyl i wsparcie ze strony władcy księcia Filipa Dobrego.

## Burgundia
Znaczącą rolę w wojnie odegrało Księstwo Burgundii, będące lennem francuskim, a zajmujące w połowie XIV wieku terytorium na południowy wschód od Paryża, przy granicy z Rzeszą Niemiecką. Z początkiem XV wieku księstwo powiększyło się, dzięki spadkom i zakupom, o tereny Luksemburga, Flandrii i Brabancji, to jest późniejsze Niderlandy, które z kolei były lennami niemieckimi. Odtąd książęta burgundzcy znaleźli się wśród najbogatszych, a ich wystawny dwór i rządy stały się wzorcem dla władców absolutnych Europy.
Księstwo Burgundii w połowie XV wieku obejmowało jeszcze terytorium Flandrii, uzyskane przez koneksje dynastyczne, i stanowiło bogate i zasobne państwo. Istniało tam wiele dużych, doskonale prosperujących miast z rozwiniętą produkcją tkanin, miedzi, żelaza, złotych wyrobów, soli i win. Przez wielkie porty Antwerpii, Brugii i Gandawy prowadzony był ożywiony handel z całą Europą.
W wojnie stuletniej Burgundia współdziałała z Anglią przeciwko Francji. W ugodzie pokojowej z królem francuskim Karolem VII w 1435 w Arras Burgundia uwolniła się od zależności lennej od Francji, zaś w wyniku koneksji dynastycznych Niderlandy i wschodnia część Księstwa Burgundzkiego stały się po 1477 domeną niemieckich Habsburgów (stało się to potem zarzewiem długoletnich konfliktów francusko-habsburskich).

## Związki rodzinne władców Francji i Anglii
- Ostatni Kapetyngowie, pierwsi Walezjusze i Plantageneci

Władcy Francji i Anglii na początku wojny stuletniej

## Chronologia

### Tło konfliktu
- 1204–1205 – Filip II August podbił Normandię, Maine i Andegawenię
- 1259 – na mocy traktatu paryskiego Henryk III został wasalem Ludwika IX w Akwitanii
- 1294–1298 – wojna między Edwardem I a Filipem IV
  - 1295 – sojusz francusko-szkocki
- 1324–1327 – wojna o Saint-Sardos między Edwardem II a Karolem IV
- 1328 – śmierć Karola IV i koronacja jego kuzyna, Filipa VI
- 1329 – Edward III oddał hołd Filipowi VI
- 1333 – zwycięstwo Edwarda III nad Szkotami pod Halidon Hill
- 1336 – papież Benedykt XII odwołał krucjatę w Lewancie planowaną przez Filipa VI.
- 1336 – Filip VI zażądał od Edwarda III wydania mu Roberta d’Artois

### Pierwsza faza wojny (1337–1360)
- 1337 – Filip VI ogłosił konfiskatę lenna Edwarda III
- 1339 – inwazja Edwarda III na Cambrai
- 1340 – sojusz Edwarda III z Flamandami
- 1340 – Edward III ogłosił się królem Francji
- 1340 – porażka francuskiej floty pod Sluys
- 1340 – oblężenie Tournai przez Edwarda III
- 1341–1342 – początek wojny o sukcesję w Bretanii
- 1346 – zwycięstwo Edwarda III nad Francuzami pod Crécy
- 1347 – Edward III zdobył Calais, po 11-miesięcznym oblężeniu
- 1355 – chevauchée Czarnego Księcia przez Langwedocję
- 1356 – Jan II wzięty do niewoli przez Czarnego Księcia pod Poitiers
- 1359 – próba zdobycia Reims przez Edwarda III
- 1360 – na mocy traktatu z Brétigny Edward III uzyskał pełną suwerenność dotychczas lennych ziem

### Druga faza wojny (1369–1389)
- 1369 – Karol V ogłosił konfiskatę ziemi Edwarda III
- 1369–1374 – Francuzi odzyskali wszystkie ziemie poza Gaskonią i Calais
  - 1372 – porażka angielskiej floty pod La Rochelle
- 1382 – porażka Flamandów z Francuzami pod Roosebeke
- 1389 – rozejm, przedłużony w 1396 do 28 lat

### Trzecia faza wojny (1412–1428)
- 1412 – Henryk IV udzielił wsparcia militarnego Armaniakom
- 1415 – Henryk V zdobył Harfleur i pokonał Francuzów pod Azincourt
- 1417–1419 – podbój Normandii
- 1419 – zabójstwo Jana bez Trwogi, księcia Burgundii
- 1420 – na mocy traktatu z Troyes Henryk V został regentem i następcą tronu we Francji
- 1423 – zwycięstwo Anglików i Burgundów pod Cravant
- 1424 – zwycięstwo Anglików pod Verneuil
- 1425–1428 – podbój Maine przez Anglików

### Czwarta faza wojny (1429–1453)
- 1429 – Francuzi zmusili Anglików do zakończenia oblężenia Orleanu i pokonali ich pod Patay
- 1429 – koronacja Karola VII w Reims
- 1431 – koronacja Henryka VI w Paryżu
- 1435–1436 – przejście Burgundii na stronę Francji
- 1435–1436 – zdobycie Pays de Caux i Paryża przez Francuzów
- 1444 – rozejm w Tours

### Zakończenie wojny
- 1449 – zdobycie Fougères przez Anglików
- 1449 – rozpoczęcie podboju Normandii przez Francuzów
- 1450 – zwycięstwo Francuzów pod Formigny
- 1451 – podbój Gaskonii przez Francuzów.
- 1453 – przegrana Anglików pod Castillon